# الکساندر هلهولا
الکساندر هلهولا (اوکراینی: Олександр Олександрович Глагола؛ زادهٔ ۱۹ ژوئیهٔ ۱۹۹۷) بازیکن فوتبال اهل اوکراین است.